# Xã Kelso, Quận Scott, Missouri
Xã Kelso (tiếng Anh: Kelso Township) là một xã thuộc quận Scott, tiểu bang Missouri, Hoa Kỳ. Năm 2010, dân số của xã này là 10.414 người.